# متحف بوابة مسقط
متحف بوابة مسقط هو متحف من داخل بوّابة أُنشئ عام 1995م محاكاةً لبوابة مسقط القديمة من حيث الاسم وتختلف عنها من حيث المضمون، حيث تظل هذه البوابة مفتوحة الأبواب ودون إغلاق على العكس من بوابة مسقط القديمة التي ما إن يحل الظلام إلا وتغلق حيث لا يقدر أحد على الولوج أو الخروج منها حتى الصباح. ومن بين القوانين التي أزيلت مع بداية حكم السلطان قابوس هو إغلاق البوابة ليلاً حيث كانت تشكل عائق أمام حركة المواطنين.

## بوابة مسقط الحديثة
عندما تسلك الطريق المؤدي إلى ولاية مطرح وسوقها الشعبي الجميل أو ميناء السلطان قابوس ستجد قبل كل هذه المعالم بوابة شاهقة تقع على الطريق العام المؤدي لكورنيش مطرح، لا يزال يظن الكثيرين أن هذه البوابة بقيت صماء منذ أن بنيت في العام 1995 إلا أن ذلك غير صحيح، حيث دشن وزير التراث القومي السابق السيد فيصل بن علي في عام 2001 متحف بوابة مسقط والذي يقع داخل البوابة.

## مكونات المتحف
يضم متحف بوابة مسقط مجموعة نادرة من الصور والمواد التاريخية لمدينة مسقط والتي تحكي حقبة تاريخية مضت للأجيال الحالية والجيل القادم مثل بيئة مسقط الطبيعية وعن البشر الذين استوطنوا المكان لحقبة ما قبل التاريخ في مدينة مسقط وضواحيها والمستوطنات البشرية من بداية العصر البرونزي إلى اليوم، كما يوضح المتحف ينابيع المياه في مسقط والآبار القديمة والافلاج المقامة تحت الأرض إضافة إلى جبال المدينة وأسواقها القديمة وبعض الصور للبيوت والقلاع والحصون وميناء مطرح القديم.

## نصوص أثرية

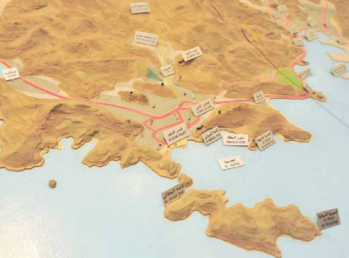
تضاريس مسقط الشاهقة

يضم 'متحف بوابة مسقط في جنباته بعض المخطوطات الأثرية منها ما ورد في مصادر موروثة عن الأباء وتحكي تاريخ عُمان وبعض ممن أراد أن يستوطن عمان كالصفويين في القرن السادس عشر الميلادي والعثمانيين والبرتغاليين وبعض المقتنيات الأثرية في مختلف العصور والأزمنة التي مرت على عمان بشكل عام وعلى مدن ومناطق محافظة مسقط بشكل خاص.

## لوحات قديمة

مسقط قديما

يضم المتحف أكثر من 35 لوحة قديمة تحكي واقع عمان الجيولوجي، كما يتعرف السائح على بدايات حكم أسرة البوسعيد من عام 1744 وصولًا إلى حكم السلطان قابوس بن سعيد وأهم الإنجازات التي حدثت في عمان. كما يتعرف الزائر على أسس الضيافة العمانية التي كان ولا يزال يتميز بها العمانيون. كما يظهر باللوحات المعروضة في جنبات المتحف طرق التجارة المنتشرة سابقا في مسقط والبضائع المصدرة والمستوردة كالتمور والأخشاب والأسماك مع الهند وزنجبار وبعض البلدان المختلفة.

## لوحات من العصر الحديث
كما يتميز متحف بوابة مسقط بعرض بعض اللوحات التي تصف حالة عمان منذ بدايات حكم السلطان قابوس إلى نهاية التسعينات مثل كورنيش مطرح، ودوار روي وصور للحي التجاري في روي وغيرها من المعالم التي كانت منتشرة في مسقط. كما يتميز المتحف بإبراز بعض الحرف العمانية كصناعة الأبواب العمانية التقليدية والتي كانت تزين مداخل القلاع والحصون والبيوت وفن صناعة محاريب المساجد، وبعض من ملامح العيش في السلطنة والشخصية العمانية. ويضم المتحف بعض الشاشات التي تعرض للضيوف مقاطع تتحدث عن بيئة وجيولوجية مسقط القديم باللغتين العربية والإنجليزية.